# Амирян, Арсен Минасович
Арсен Минаcoвич Амирян (арм. Արսեն Մինասի Ամիրյան; 10 ноября 1881 — 20 сентября 1918) — армянский и российский революционер.

## Биография
Родился 10 ноября 1881 года в Баку в бедной армянской семье.
Окончил гимназию. В 1899 году поступил на юридический факультет Киевского университета, но в 1902 году за участие в студенческих волнениях был исключён из университета; учился в Берлинском университете имени Гумбольдта (факультет юриспруденции). Принимал участие в студенческом движении и рано выступил в армянской периодической печати. Вступил в партию Дашнакцутюн. С 1906 года выступил против неё в ряде брошюр, в 1910 году примкнул к большевикам.
Во время Первой мировой войны сотрудничал в армянской газете «Пайкар» («Борьба»), напечатал ряд статей под псевдонимом «Адмирал» против националистической политики армянской буржуазии. 2 июня 1917 года, в связи с отъездом С.Г. Шаумяна, Бакинский комитет РСДРП(б) поручил Амиряну редактирование газеты «Бакинский рабочий». 25 июня 1917 года на общебакинской конференции РСДРП(б) был избран членом Бакинского комитета РСДРП(б).
Расстрелян 20 сентября 1918 года в числе 26 бакинских комиссаров на 207-й версте между станциями Ахча-Куйма и Перевал (ныне — на территории Балканского велаята, Туркменистан).

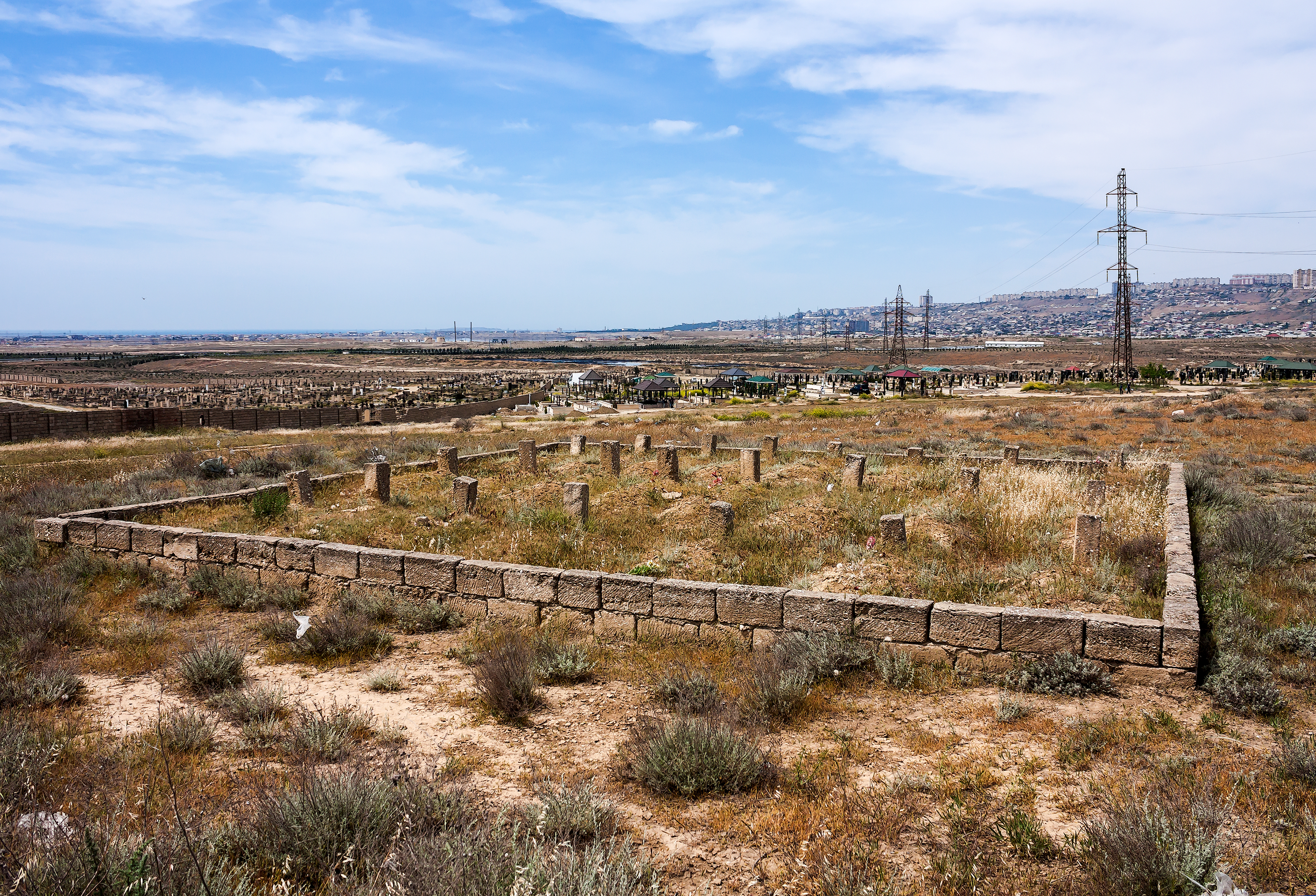
Могила 26 Бакинских комиссаров. Говсанское кладбище, 09 мая 2017г.

## Семья
Жена — Мариям Даниэлян, скончалась во время родов в тюрьме города Шуша. Брат — Татевос Амиров, видный деятель партии «Дашнакцутюн», также расстрелян в числе Бакинских комиссаров. Дочь Анаида, выросла в детском доме в городе Москве, училась в интернате погибших героев.

## Отзывы
Видный эсер В. Н. Чайкин писал:
Согласно признанию и их друзей и врагов, 26 комиссаров являлись цветом восточного большевизма, его подлинным идеалом и мыслящим центром. Их исчезновение было событием исключительной политической важности для всей Средней Азии. (…) Право же, я не рискую впасть в преувеличение, если заявлю, что истребление всего Московского Совета Народных Комиссаров с Лениным, Троцким, Луначарским и Чичериным во главе ужаснуло бы пролетариат Ленинграда и Москвы не больше, чем ужаснул рабочих Баку и Закаспия увоз (как вначале думали) Шаумяна, Джапаридзе, Фиолетова и других в Британскую Индию.
 
С началом 1990-х годов в азербайджанской периодике и научной печати с подачи академика Зии Буниятова деятельность «26 Бакинских комиссаров» стала рассматриваться как заговор армянских националистов и их приспешников против Азербайджанской Демократической Республики.

## Память
- Улица Амиряна в Ереване
- Улица Амиряна в Ванадзоре
- улица Арсена Амиряна прежнее название улицы Мехти Гусейна в Баку
- Улица Амиряна в Ростове-на-Дону